# Джанет Фич
Джанет Фич (на английски: Janet Fitch) е американска писателка на бестселъри в жанра съвременен и исторически роман.

## Биография и творчество
Джанет Елизабет Фич е родена на 9 ноември 1955 г. в Лос Анджелис, Калифорния, САЩ. От страна на бабите и дядовците си има руски корени. От малка е запалена читателка. Учи в гимназия „Ферфакс“. Завършва през 1978 г. Колежа Рийд в Портланд, Орегон, с бакалавърска степен по история. Получава стипендия за студентски обмен в Университета Кийл в Англия, където да сдпециализира руска история, но там решава да преследва писателска кариера.
След дипломирането си първо работи като копирайтър в магазин в Портланд, а след това работи във вестници в Юджийн, Лос Анджелис и Денвър, Заедно с работата си започва да пише разкази. Била е главен редактор на списание „American Film“ и после редактор на вестник от малък град в селските райони на Колорадо. Там, с помощта на писателя Уоруик Даунинг, се свързва с литературен агент, но няма успех. Омъжва се, има дъщеря и се връща в Лос Анджелис.
През 1995 г. е издаден първият ѝ роман „Kicks“ третиращ проблемите с израстването на тийнейджърите. Романът няма особен успех, но с помощта на писателката Кейт Браверман се свързва с писателска група и в продължение на 2 години усъвършенства уменията си.
През 1998 г. е издаден романът ѝ „Белият олеандър“. Главната героиня Астрид е отгледана с обич от майка си Ингрид, красива и своеволна поетеса. Но Ингрид убива свой бивш любовник и е осъдена на доживотен затвор, а Астрид минава през специализирани домове в Лос Анджелис, всеки със своите ограничения и опасности, отстоявайки собственото си достойнство и търсейки любов и себепознание, с решителност да открие себе си и своето място в света. Книгата става бестселър и я прави известна. През 2002 г. е екранизиран в едноименния филм с участието на Мишел Пфайфър, Рене Зелуегър, Алисън Ломан и Робин Райт.
Романът ѝ „Paint It Black“ е издаден през 2006 г. През 2016 г. е екранизиран в едноименния филм с участието на Алиа Шаукат, Рис Уейкфийлд и Алфред Молина.
През 2009 г. е сътрудник на културната езикова програма „Лихачов“ в Санкт Петербург.
Първият ѝ роман „Революцията на Марина М.“ от едноименната поредица е издаден през 2017 г. Той представя портрета на младата поетеса Марина Макарова в Санкт Петербург по време на Руската революция. Животът ѝ преминава през катаклизъм личен героизъм в драматични времена, и е белязан от дълбока страст и опустошителна загуба.
В продържение на 14 години преподава творческо писане в Университета на Южна Калифорния, Университета на Калифорния в Лос Анджелис и в колежа Помона. Чете лекции на писателски курсове и конференции.
Джанет Фич живее със семейството си в Лос Анджелис.

## Произведения

### Самостоятелни романи
- Kicks (1995)
- White Oleander (1998)
Белият олеандър, изд.: ИК „Бард“, София (2000), прев. Милена Илиева
- Paint It Black (2006)

### Серия „Революцията на Марина М.“ (Revolution of Marina M.)
1. The Revolution of Marina M. (2017)
2. Chimes of a Lost Cathedral (2019)

### Екранизации
- 2002 Белият олеандър, White Oleander
- 2016 Paint It Black